# Qibya-Massaker

Lage des Ortes Qibya in Cisjordanien nahe Jehud

Das Massaker von Qibya (auch Kibya, Qibieh oder Qibye geschrieben) (auch Qibya-Überfall oder Qibya-Operation) fand am 14./15. Oktober 1953 im Dorf Qibya statt, das im damals jordanischen Westjordanland liegt. In Qibya, wo sich ein Außenposten der Arabischen Legion befand, zerstörten Eliteeinheiten der israelischen Armee 45 Häuser, eine Schule und eine Moschee. Dabei kamen 69 Araber, darunter 42 Dorfbewohner, ums Leben. Die Operation, in der Art einer Vergeltungsaktion, wurde international heftig kritisiert und vom Sicherheitsrat der Vereinten Nationen in Resolution 101 vom 24. November 1953 ausdrücklich verurteilt.

## Hintergrund
Dem Angriff ging eine Reihe von Grenzübergriffen voraus, die unmittelbar nach dem Unterzeichnen der Waffenstillstandsabkommen von 1949 angefangen hatten. Israel wurde mit einer Welle der palästinensischen Infiltration konfrontiert, wobei die jordanische Seite nicht willens war, dem Einhalt zu gebieten. 1951 wurden 137 Israelis, meistens Zivilisten, von solchen Eindringlingen getötet. Im folgenden Jahr lag die Opferzahl bei 162. 1953 wurden 160 Israelis getötet.
Am 12. Oktober 1953 wurden in einem Überfall von jordanischen Eindringlingen eine unbewaffnete jüdische Mutter und ihre zwei Kinder in der israelischen Stadt Jehud im Schlaf ermordet. Die israelische Regierung entschied, einen Vergeltungsschlag gegen das damals jordanische Dorf Qibya nahe der Grünen Linie zu Israel durchzuführen. Der Auftrag wurde vom Verteidigungsminister Pinchas Lawon in Abstimmung mit dem Premierminister David Ben-Gurion erteilt. Das israelische Kabinett war darüber nicht in Kenntnis gesetzt worden; anscheinend wurde Außenminister Mosche Scharet einigen Quellen zufolge auch nicht über die Operation informiert. Am 13. Oktober verurteilte der jordanische Repräsentant bei der Sitzung der MAC (der gemischten Waffenstillstandskommission) den Angriff auf Jehud und versprach Israel volle Mitarbeit bei der Fahndung nach den Mördern. Jordanien bat Israel, keine Vergeltung zu nehmen. Scharet sagte später, dass „der Kommandant der Arabischen Legion, Glubb Pascha, gebeten [habe], Polizei-Spürhunde von Israel herüber zu schicken, um die Jehud-Attentäter aufzuspüren“.

## Verlauf

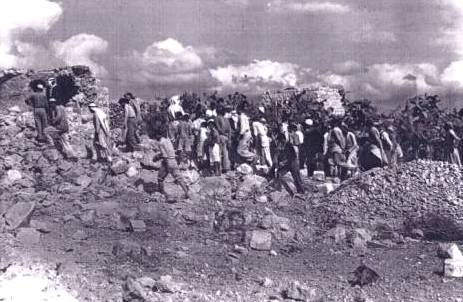
Einwohner von Qibya kommen nach den Angriffen zurück in ihr Dorf, Oktober 1953

Der Angriff auf Qibya begann am Abend des 14. Oktober 1953 mit Artilleriefeuer, bis Ariel Scharons Einheit 101 den Dorfrand erreichte. Eine Kompanie Fallschirmjäger unter dem Befehl von Aharon Davidi sicherte ihre Flanken. Landminen wurden auf den Straßen verlegt, um ein Eingreifen jordanischer Truppen in den Kampf zu verhindern. Danach brachten israelische Soldaten bei vielen Häusern Sprengstoff an und jagten sie in die Luft. Zum Beginn der Morgendämmerung galt die Operation als abgeschlossen und die israelischen Truppen kehrten zurück.
45 Häuser der Dorfbewohner sowie die Moschee, die Schule und der Wasservorratsbehälter waren zerstört worden. 69 Menschen waren der Aufforderung zur Flucht nicht gefolgt und kamen in ihren Häusern um, in der Mehrzahl Zivilisten. Zuvor waren bereits zehn bis zwölf gegnerische Soldaten getötet worden.
Die israelische Regierung behauptete zunächst, dass die Tötungen von jüdischen Zivilisten begangen worden waren, die nahe der Grenze lebten, gab aber später zu, dass militärische Kräfte die Aktion durchgeführt hatten.
Die israelische Armee behauptet, dass der eigentlich Plan gewesen sei, den Kräften der Arabischen Legion in der Gegend einen Hinterhalt zu legen, indem sie zum Anlocken einige Häuser zerstörte. Die ursprünglichen Befehle, die der israelische Generalstab gegeben hatte, waren verhältnismäßig begrenzt. Sie wiesen die Truppen an: „[…] führen Sie einen Angriff … mit dem Ziel der temporären Besetzung und der Zerstörung der Häuser und die Schädigung der Bewohner [durch]“. Allerdings änderte sich die Order auf dem Weg die Befehlskette hinunter, bevor sie die Kommandanten der Einheiten erreichte, „maximale Tötung“ zu verlangen.
Ariel Scharon schrieb später in seinem Tagebuch, dass er Aufträge erhalten habe, den Einwohnern von Qibya schwere Schäden zuzufügen: „die Aufträge waren äußerst klar: Kibya sollte ein Beispiel für Alle sein“. Scharon sagte, dass er gedacht hatte, die Häuser seien leer gewesen, und dass die Einheiten alle Häuser überprüft hatten, bevor sie den Sprengstoffe zur Detonation brachten. In seiner Autobiographie Warrior (1987) schrieb er:

„Ich konnte meinen Ohren nicht glauben. Während ich über jeden Schritt der Operation ging, fing ich an zu verstehen, was geschehen sein muss. Über Jahre hinweg hatten israelische Vergeltungsüberfälle nie so erfolgt, mehr als einige nebensächliche Gebäude hochzujagen, wenn überhaupt. Dasselbe erwartend, müssen einige arabische Familien in ihren Häusern geblieben sein, anstatt während der Operation wegzugehen. In jenen großen Steinhäusern […] konnten sich einige in den Kellern und in den Hinterzimmern leicht versteckt und stillgehalten haben, als die Fallschirmjäger zur Überprüfung hineingingen und eine Warnung brüllten. Das Resultat war diese Tragödie, die geschehen war.“

Benny Morris äußerte in Anbetracht der Natur der Befehle, welche die Einheit 101 empfangen hatte, jedoch Zweifel an dieser Darstellung. Er verweist auch auf die Tatsache, dass die Vereinigten Staaten, die Vereinten Nationen und Berichte der Arabischen Legion zeigten, dass Dorfbewohner getötet wurden, bevor die Sprengung der Häuser anfing. Generalmajor Vagn Bennike, der dänische Stabschef der UN-Organisation zur Waffenstillstandsüberwachung, hatte den Schauplatz am nächsten Tag besichtigt und sagte: „eine Geschichte wiederholte sich oft: die von Gewehrkugeln zersplitterte Tür, die über der Schwelle ausgebreitete Leiche zeigte an, dass die Einwohner durch schweres Feuer gezwungen worden waren, drinnen zu bleiben, bis ihre Häuser über ihnen gesprengt waren.“

## Folgen

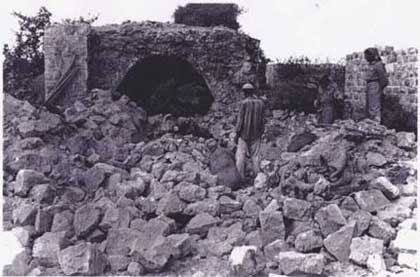
Ein Bewohner aus Qibya steht vor den Ruinen seines Hauses, nach den Angriffen, Oktober 1953.

Am 18. Oktober 1953 gab das Außenministerium der Vereinigten Staaten ein Bulletin heraus, das den Qibya-Überfall verurteilte und verlangte, dass die Verantwortlichen „zur Rechenschaft gezogen werden müssen und daß wirksame Maßnahmen zu treffen sind, damit solche Zwischenfälle in Zukunft vermieden werden“. Anfänglich wurde die israelische Öffentlichkeit vom Angriff nicht unterrichtet.
Am 19. Oktober behauptete Ben-Gurion, dass der Überfall von israelischen Zivilisten durchgeführt worden war. „Nichts bedauert die Regierung von Israel mehr, wenn… unschuldiges Blut verschüttet wurde… Die Regierung von Israel weist mit aller Stärke die absurde und fantastische Behauptung zurück, dass 600 Männer der israelischen Streitkräfte an der Handlung teilnahmen… Wir haben eine Untersuchungskommission eingesetzt und es ist über alle Zweifel hinaus klar, dass nicht eine einzige Armeeeinheit während der Nacht des Angriffs auf Kibya von ihrem Stützpunkt abwesend war.“
Das Massaker löste den bis dahin heftigsten internationalen Proteststurm in Israels Geschichte aus. Der Sicherheitsrat der Vereinten Nationen verurteilte Israel in Resolution 101 vom 24. November, die ohne Gegenstimme bei zwei Enthaltungen angenommen wurde. Die Vereinigten Staaten suspendierten die Wirtschaftshilfen für Israel vorübergehend.
Ariel Scharon schrieb in seiner Autobiographie, dass, obgleich die zivilen Opfer bedauerlich waren, nach der Qibya-Operation „es jetzt klar war, dass israelische Kräfte wieder fähig waren, Ziele weit hinter feindlichen Linien zu finden und zu treffen.“ Nach dem Angriff wurden die Kräfte der Arabischen Legion auf dem Grenzabschnitt bei Qibya verteilt, um weitere Eindringlinge nach Israel zu stoppen und weitere israelische Einfälle zu verhindern. Alles in allem ergab sich eine kurzfristige Verringerung der Einfälle entlang der Grenze.
Nach dem Angriff nahm die israelische Regierung von direkten Vergeltungsaktionen gegen die feindliche Zivilbevölkerung Abstand und unterstellte Scharons bisher unabhängige Einheit 101 den Fallschirmjägern.